# Castillo de Valencia de Alcántara
El castillo de Valencia de Alcántara es una edificación defensiva española cuyos orígenes se remontan a la mitad del siglo XIII, concretamente a 1220, año en el que el castillo fue tomado por García Sánchez, maestre de la Orden de Alcántara. Se encuentra el propio pueblo de Valencia de Alcántara, en la zona alta, en el término municipal de Valencia de Alcántara, en la provincia de Cáceres, Comunidad Autónoma de Extremadura, en la zona denominada de La Raya.

## El Castillo
La fortaleza de Valencia de Alcántara fue muy activa en cuanto a conflictos bélicos se refiere pues desde que García Sánchez, Maestre de la Orden de Alcántara, tomó la fortaleza en el año 1220 por orden de Alfonso IX hasta los siglos XVII y XVIII hubo numerosos enfrentamientos entre españoles y portugueses, pasando la propiedad de la fortaleza de unos a otros en diversas ocasiones.
En la segunda mitad del siglo XVIII también se realizaron obras de mantenimiento, reconstrucción y mejora de la fortificación que consistieron en la ampliación de los baluartes lo cual tuvo un efecto positivo en cuanto a la adecuación de la fortaleza a sus tiempos, y otro negativo pues desaparecieron los restos medievales que todavía quedaban. A finales del siglo XVI era cuadrangular e irregular, con una torre en cada esquina, torres que tenían mayor altura que el adarve por lo que eran completamente lisas hasta su coronación. Las cuatro torres eran: Torre del Homenaje, «torre de las Barreras», «torre del Corral del Concejo» y «torre Nueva». La quinta torre existente es la «torre del Caracol» que está situada junto a la puerta principal.
La Torre del Homenaje fue en un principio una torre albarrana, es decir que forma parte de un recinto fortificado con el que está comunicado, aunque generalmente exenta de la muralla. Sin embargo, más tarde, cuando se modificó la muralla en varios sitios, esta torre quedó dentro del recinto amurallado y en el centro del flanco principal. Las ampliaciones del recinto en el siglo XVII y, sobre todo, en el siglo XVIII añadieron baluartes y revellines — fortificación triangular situada frente al cuerpo de la fortificación principal, generalmente al otro lado de un foso, cuyo objetivo es dividir a una fuerza atacante y proteger los muros de cortina mediante fuego cruzado — en el flanco noroeste. También se construyeron nuevos baluartes y plataformas en el flanco suroccidental. Con estas modificaciones, la «Iglesia de Rocamador» quedó dentro del recinto interior, pues primitivamente estaba fuera de las murallas.

## Recinto amurallado
El castillo tenía en el siglo XVI una muralla exterior que protegía a toda la población pero con el paso de los años se fue deteriorando, desapareciendo a medida que se agrandaba el pueblo aunque continuaron haciéndose reconstrucciones de ella. En el siglo XVI ya se citaban en documentos algunas puertas de esta muralla exterior y según el historiador «Ävila Vega», el lugar ocupado actualmente por la «Puerta de las Huertas» es el sitio que ocupaba hace siglos la «Puerta de Juan Durán».
Al igual que muchas localidades fronterizas, Valencia de Alcántara con su castillo y el recinto amurallado que protegía la población sufrieron grandes daños, los mayores de ellos como consecuencia de la Guerra de Restauración portuguesa — que fue una serie de enfrentamientos armados entre el reino de Portugal y la Monarquía Hispánica — sufriendo múltiples asedios, asaltos, sobre todo entre 1641 y 1664. Precisamente en el Diario de la defensa de 1664 que se conserva en la Biblioteca Nacional de España (BNE) hace referencia a los combates de ese año y menciona en sus páginas las puertas de Santiago, San Francisco y Juan Durán. Estos datos los confirma en un plano del recinto amurallado y del castillo que levantaron los portugueses durante los años de ocupación, de 1664 a 1668, que están conservados y custodiados en la Biblioteca de Ajuda en Lisboa.
Una vez terminada la guerra de la independencia portuguesa y Valencia de Alcántara vuelve a ser suelo español, la fortaleza está muy deteriorada, casi destruida en muchos puntos. Durante los siglos XVIII y XIX volvieron a llevarse numerosas obras que quedaron reflejadas en varios planos de aquella época. El plano más antiguo es el del «Atlas Massé» del año 1710 en el que aparece la muralla exterior que envolvía a todo el núcleo urbano, el castillo medieval con su nuevo recinto abaluartado y con la «iglesia de Rocamador» en el exterior. La misma disposición la refleja un plano que realizó «Juan de Landaeta» en 1724 y que se conserva en el «Servicio Histórico Militar» (S.H.M.) de Madrid.
En los años siguientes se realizaron obras de ampliación de la fortaleza y donde mejor quedaron reflejados fue en los planos del ingeniero «Juan de Subreville», que también diseño y construyó el «fuerte de Isla Verde», una instalación militar construida en 1734 en la Isla Verde frente a la Villa Vieja de Algeciras y la desembocadura del río de la Miel. En las leyendas dejadas en los planos de la fortaleza de Valencia de Alcántara dice que ...castillo que se propone restablecer siendo derruido desde las últimas guerras pasadas... lo que da una indicación del mal estado del castillo en aquellos momentos. La reconstrucción se llevó a cabo durante el reinado de Carlos III entre agosto de 1765 y junio de 1766 y quedó reflejada en los planos de «Martín Gabriel» que tiene fecha de agosto de 1765 y está conservado en el S.H.M. en el que ya aparece la iglesia de Rocamador intramuros, tal y como está en la actualidad.